# Ust'-Džegutinskij rajon
L'Ust'-Džegutinskij rajon (in russo Усть-Джегутинский район?) è un municipal'nyj rajon della Repubblica autonoma della Karačaj-Circassia, in Caucaso. Istituito nel 1957, ha come capoluogo Ust'-Džeguta e conta una popolazione di circa 50.000 abitanti ed una superficie di 911 chilometri quadrati.